# Brendola
Brendola is een gemeente in de Italiaanse provincie Vicenza (regio Veneto) en telt 6456 inwoners (31-12-2004). De oppervlakte bedraagt 25,2 km², de bevolkingsdichtheid is 256 inwoners per km².
De volgende frazioni maken deel uit van de gemeente: Pedocchio, San Vito, Vò.

## Demografie
Brendola telt ongeveer 2288 huishoudens. Het aantal inwoners steeg in de periode 1991-2001 met 13,6% volgens cijfers uit de tienjaarlijkse volkstellingen van ISTAT.
| Jaar | Inwoneraantal |
| ---- | ------------- |
| 1991 | 5474          |
| 2001 | 6216          |

## Geografie
Brendola grenst aan de volgende gemeenten: Altavilla Vicentina, Arcugnano, Grancona, Montebello Vicentino, Montecchio Maggiore, Sarego, Zovencedo.

## Externe link

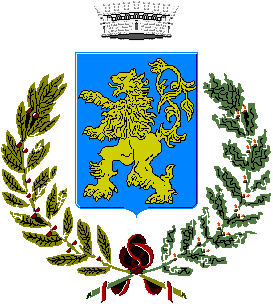
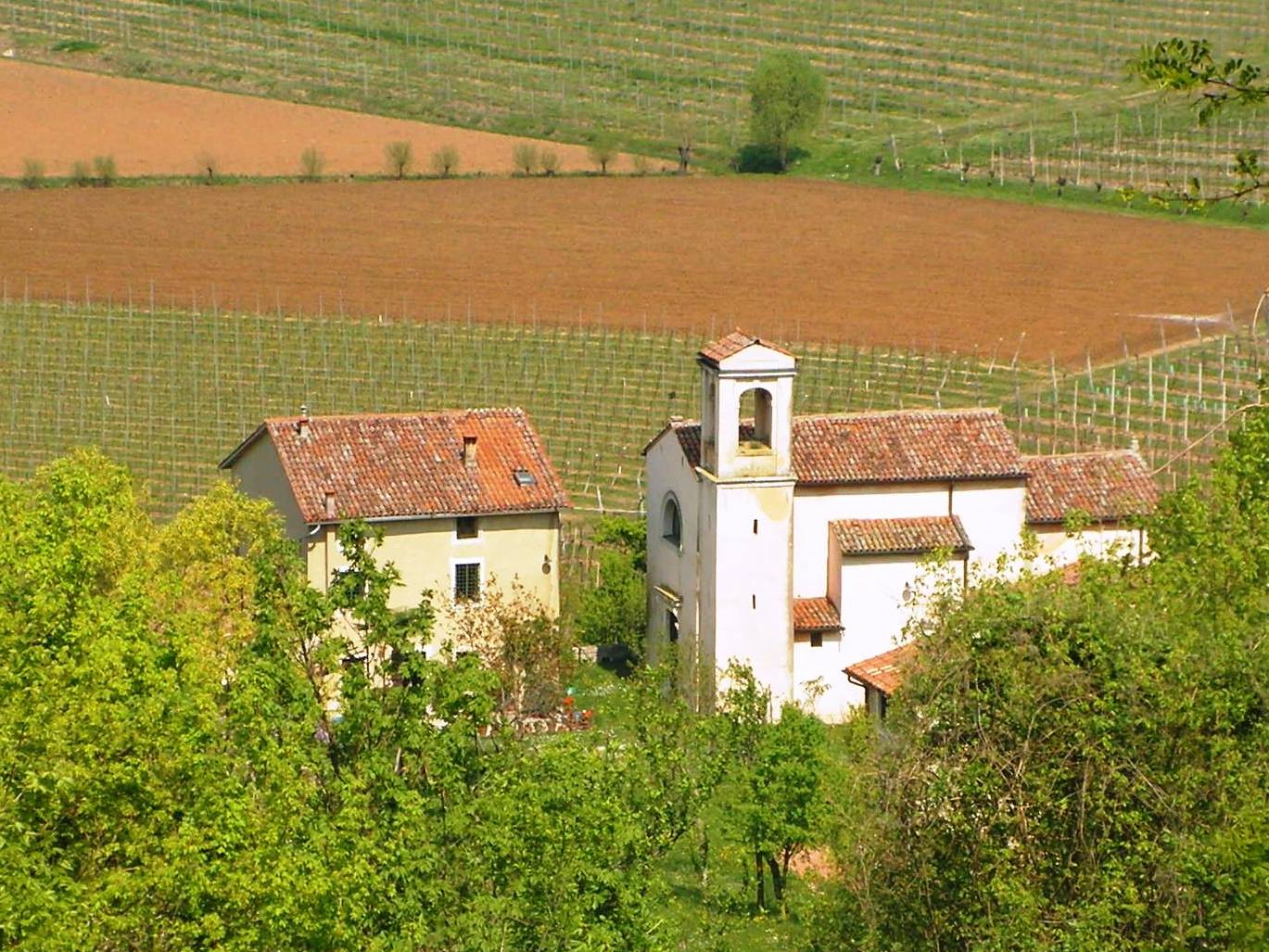
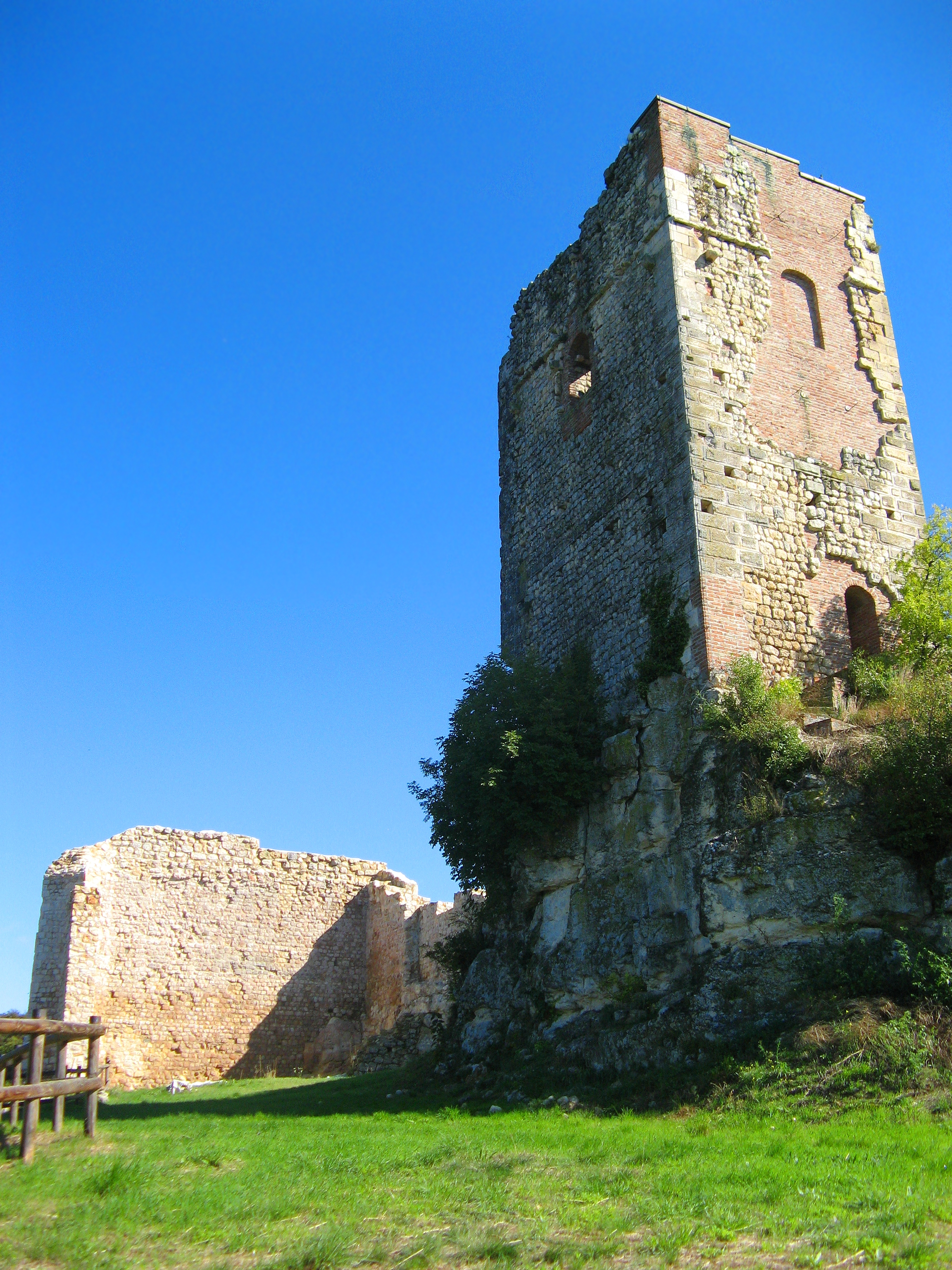
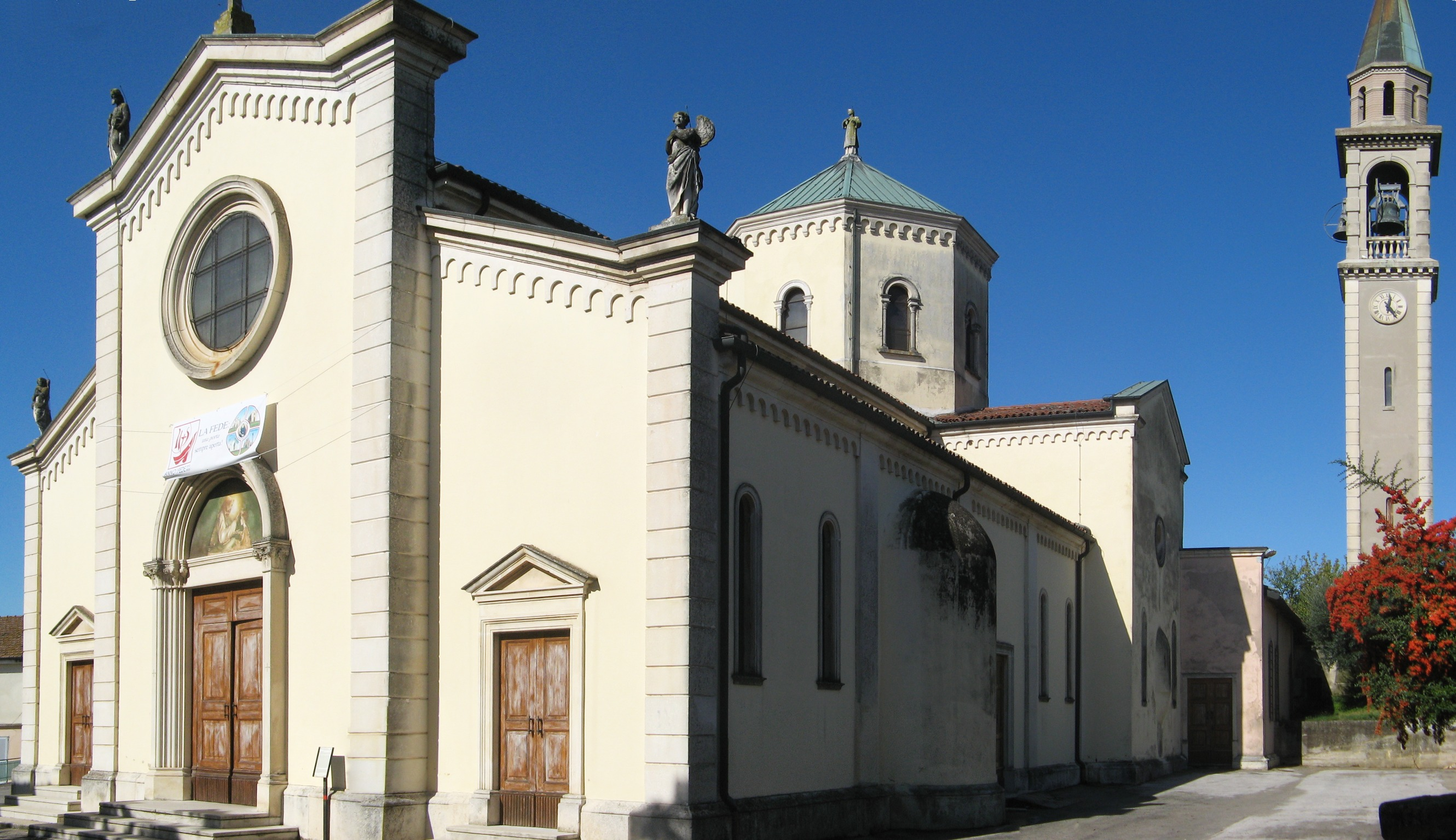
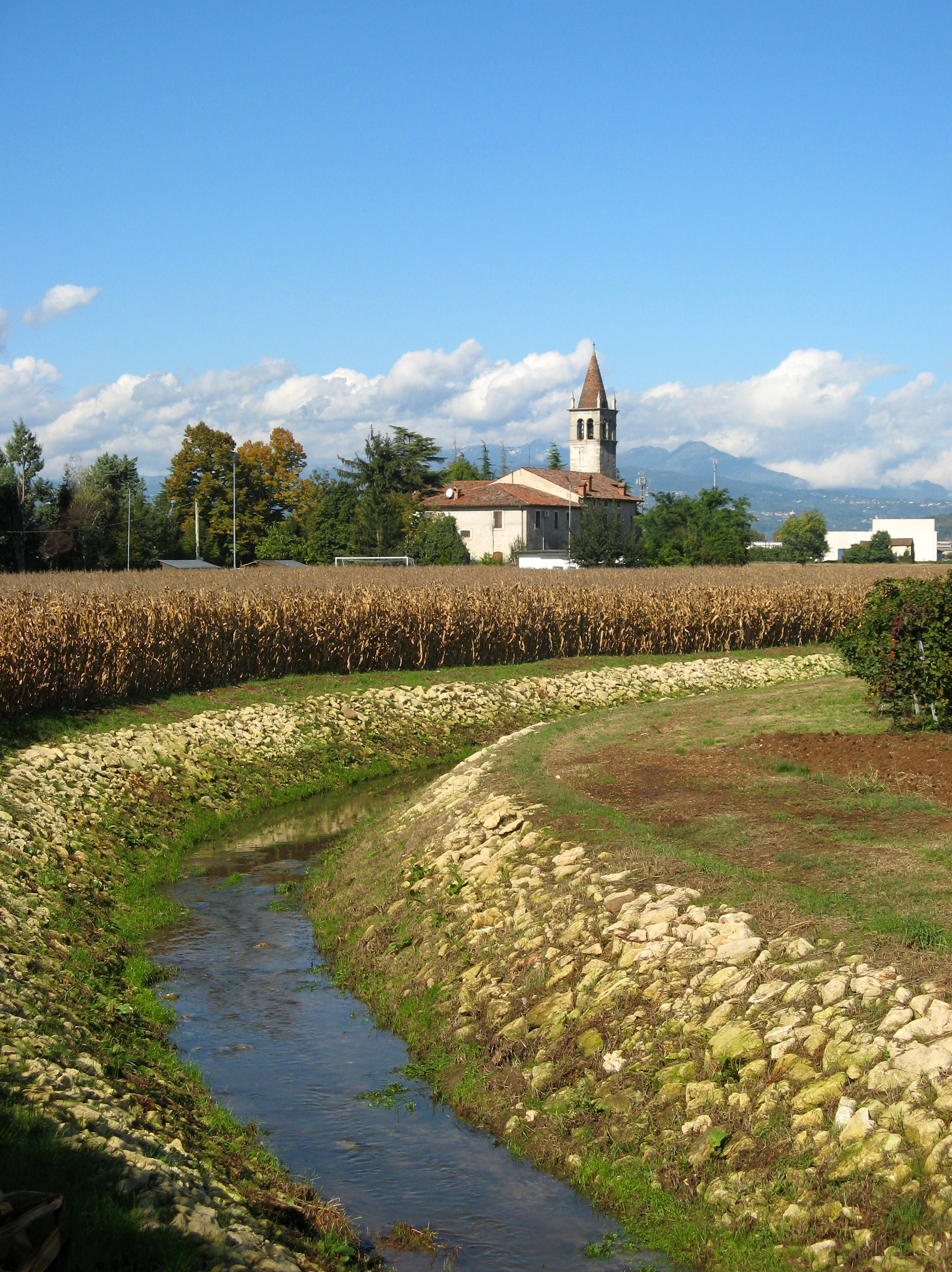
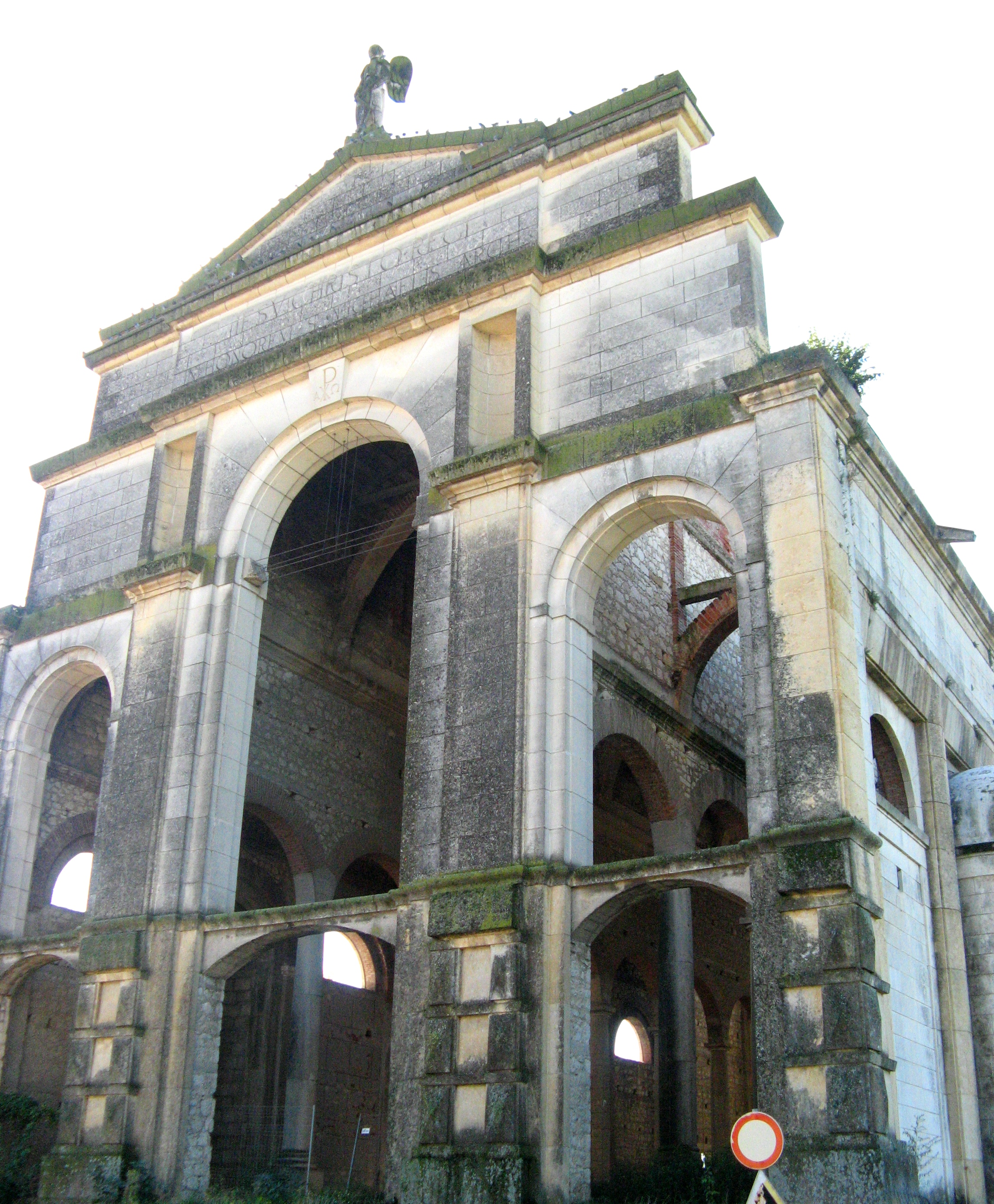
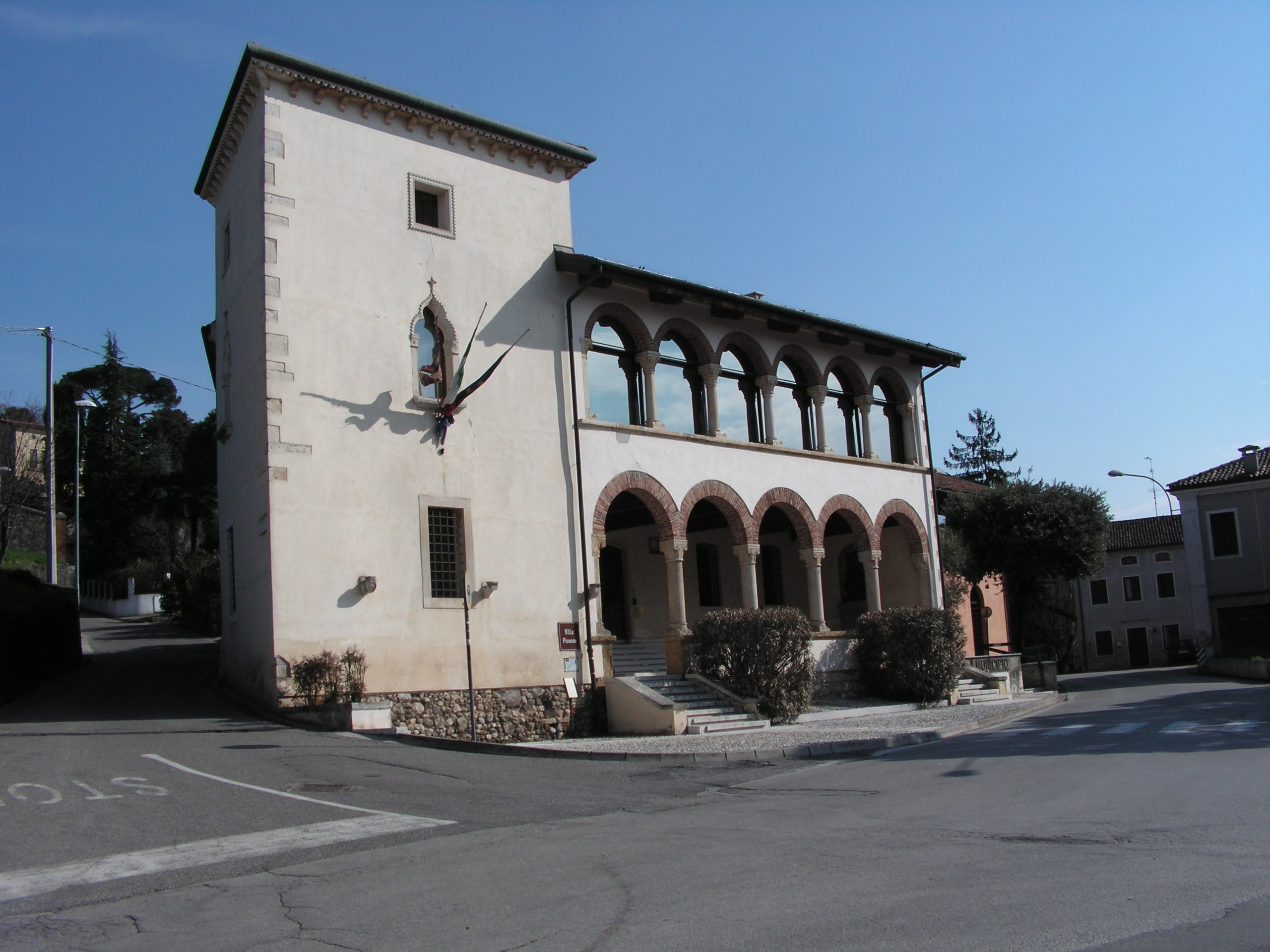
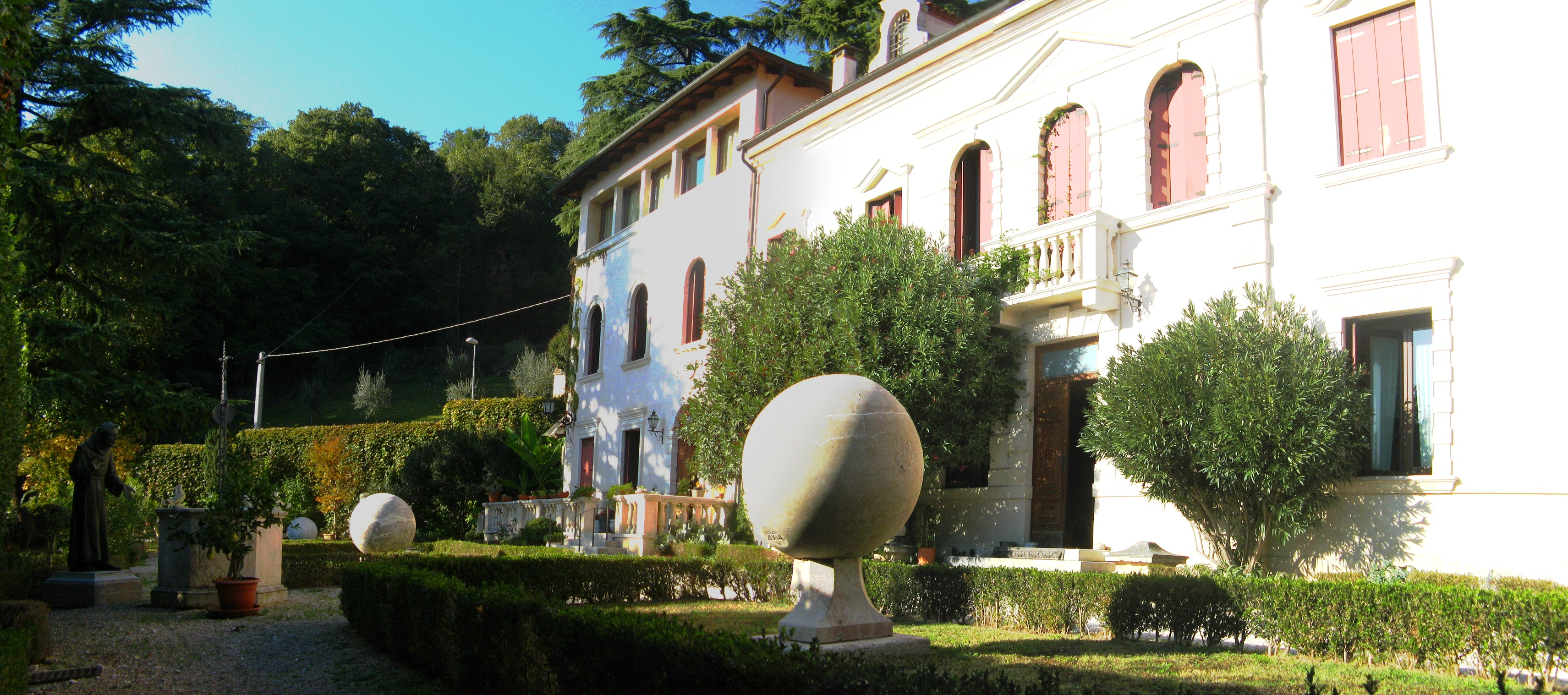
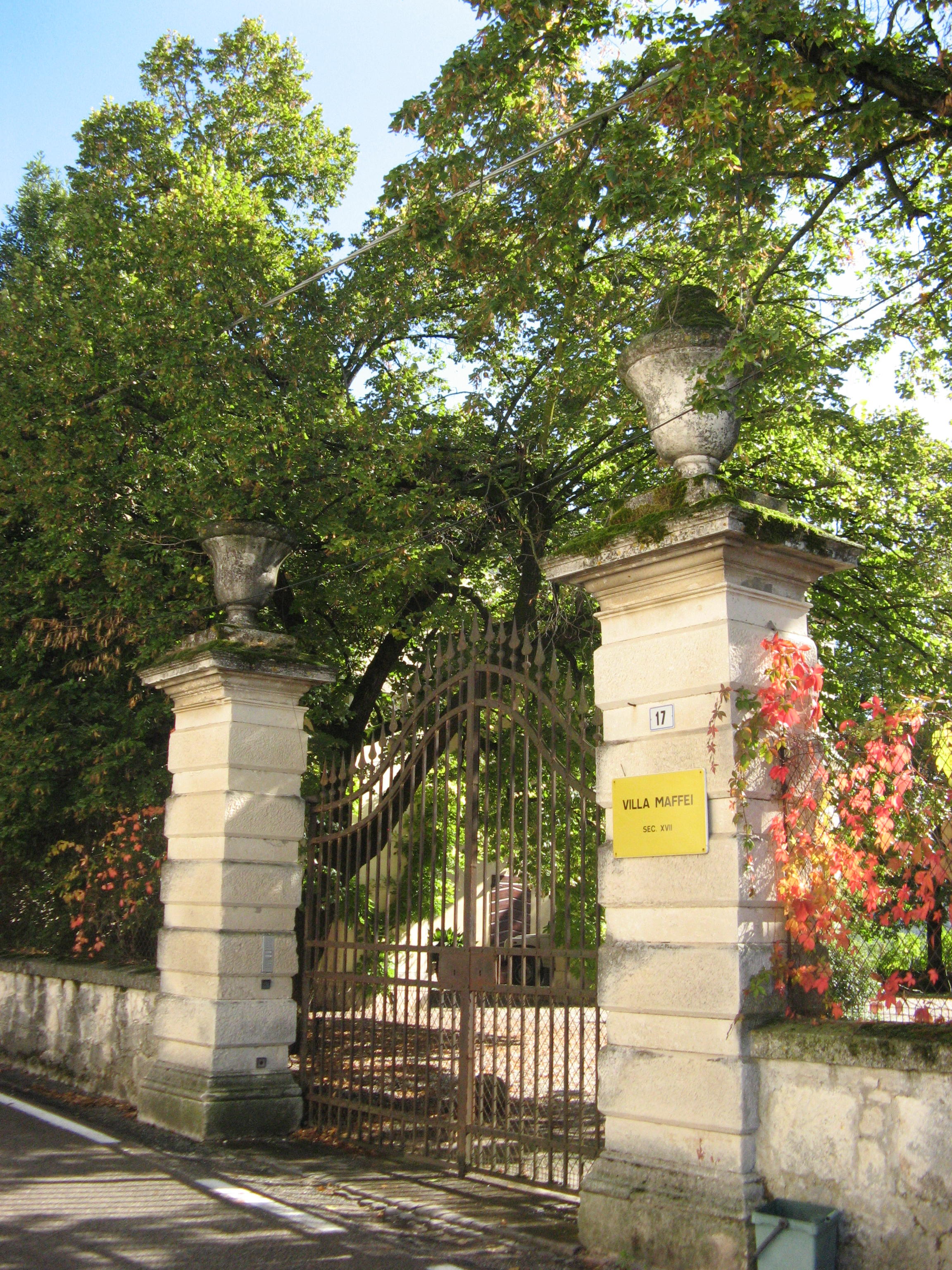
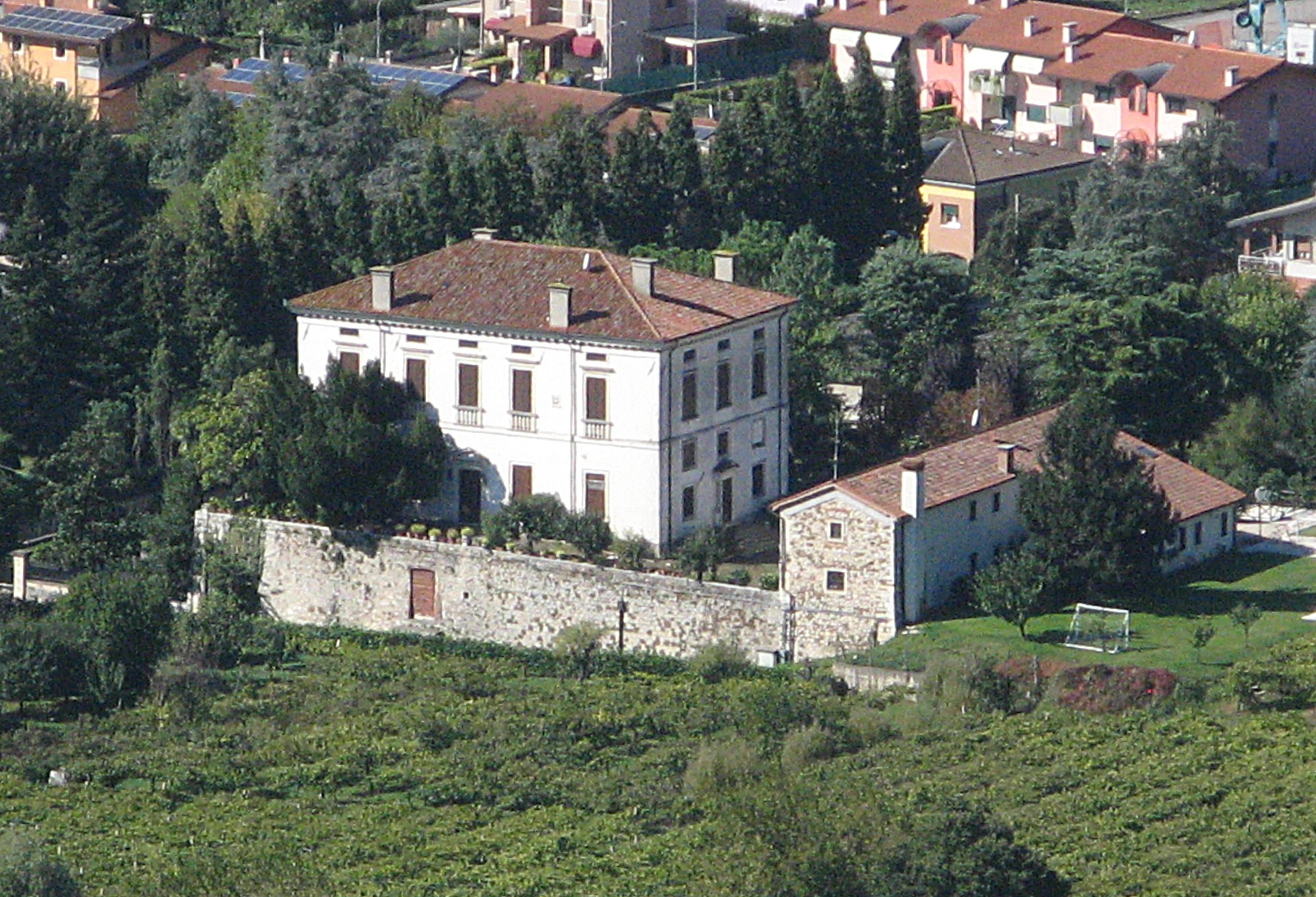
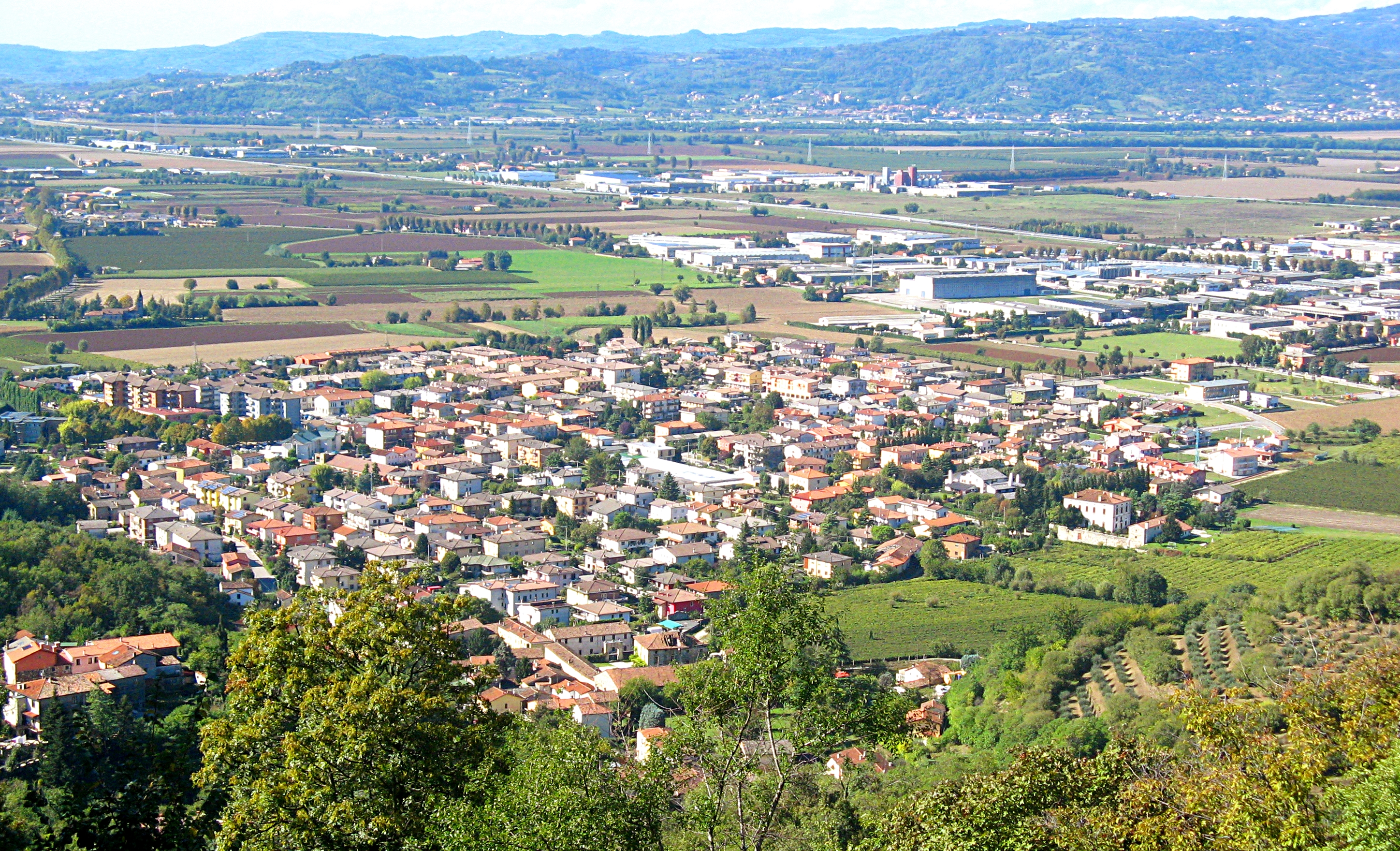
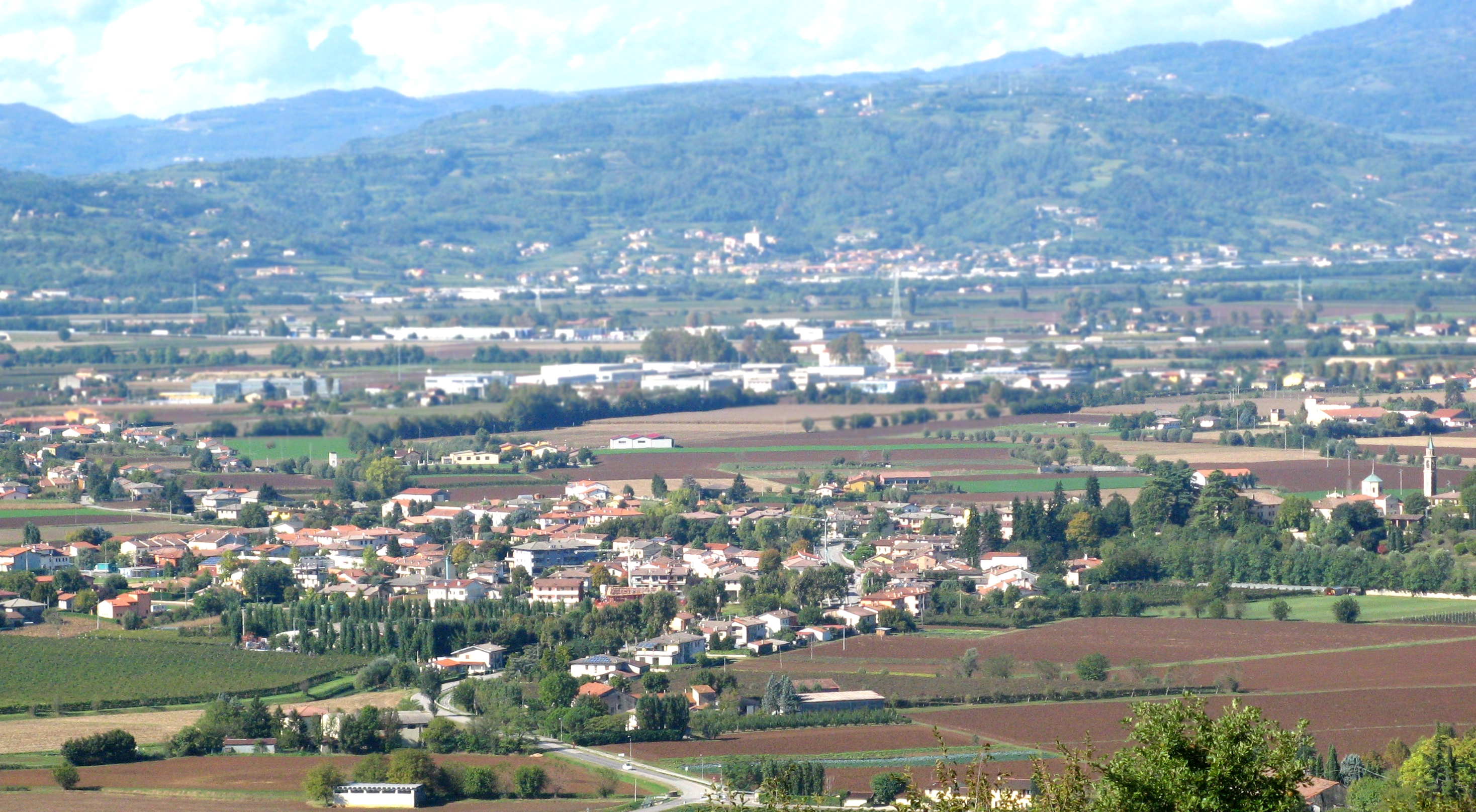